# KunstKulturQuartier
Das KunstKulturQuartier (KKQ), 2008 gegründet, ist eine Dienststelle der Stadt Nürnberg, die die Kunsthalle Nürnberg, das Künstlerhaus, das Kunsthaus, die Tafelhalle, das Filmhaus Nürnberg, das historische Katharinenkloster sowie die Kunstvilla (Museum für regionale Kunst) zu einer Verwaltungseinheit zusammenfasst. Der Verwaltungssitz befindet sich im Künstlerhaus im Zentrum der Nürnberger Innenstadt, direkt gegenüber dem Hauptbahnhof.

## Einrichtungen und Programme
In sieben verschiedenen Einrichtungen bietet das KunstKulturQuartier seinen Besuchern ein spartenübergreifendes Programm aus Musik, Tanz, Theater, Literatur, bildender Kunst und Film.
In Kunsthalle, Kunsthaus und Kunstvilla reicht das Spektrum von zeitgenössischer internationaler und regionaler Kunst bis hin zu historischen Ausstellungen. Im Künstlerhaus gibt es Musikveranstaltungen von Jazz bis Klassik, im Filmhaus ist internationales Kino zu erleben. Hinzu kommen Festivalveranstaltungen wie das Internationale Figurentheaterfestival, das Filmfestival Türkei/Deutschland.
Zwischen Mitte Juni und Anfang August findet das St. Katharina Open Air in der Katharinenruine in der Nürnberger Innenstadt statt.
Die Tafelhalle präsentiert zeitgenössischen Tanz und Theater und Musikveranstaltungen von Jazz bis Rock sowie Kabarett in Kooperation mit dem Nürnberger Burgtheater. Lesungen, ein umfangreiches kunst- und tanzpädagogisches Begleitprogramm, Senioren- und Kinderveranstaltungen ergänzen das kulturelle Angebot. In den Arbeitsräumen der Offenen Werkstätten im Künstlerhaus besteht darüber hinaus die Möglichkeit kreativ tätig zu werden.